# ژان فرانسوا رنیار
ژان فرانسوا رنیار (به فرانسوی: Jean-François Regnard) نویسنده و نمایش‌نامه نویس قرن هفدهم میلادی اهل فرانسه است.